# Pasuk Phongpaichit
Pasuk Phongpaichit. (11 de febrero de 1946) es una economista tailandesa.
Es Bachelor of Arts y Máster en Economía por la Monash University de Australia y doctora por la Universidad de Cambridge, Reino Unido.
Desde 1970 ha trabajado como profesora en las universidades de Monash y Chulalongkorn, profesora visitante en la Johns Hopkins University de Washington y en el Centro de Estudios Asiáticos en Kioto, Japón. Ha sido asesora del Banco Mundial. Es autora de numerosas obras sobre la corrupción. Crítica con el que fuera primer ministro, Thaksin Shinawatra, fue elegida por la Junta Militar que le derrocó en septiembre de 2006 como asesora en la Comisión de Investigación de la Corrupción del depuesto gobierno.